# Abies shastensis
Abies shastensis là một loài thực vật hạt trần trong họ Pinaceae. Loài này được Lemmon mô tả khoa học đầu tiên năm 1891.